# Мецгер (Орегон)
Мецгер (англ. Metzger) — переписна місцевість (CDP) в США, в окрузі Вашингтон штату Орегон. Населення — 4272 особи (2020).

## Географія
Мецгер розташований за координатами 45°26′57″ пн. ш. 122°45′44″ зх. д. / 45.44917° пн. ш. 122.76222° зх. д. (45.449205, -122.762301).  За даними Бюро перепису населення США в 2010 році переписна місцевість мала площу 1,91 км², уся площа — суходіл.

## Демографія
Згідно з переписом 2010 року, у переписній місцевості мешкало 3765 осіб у 1631 домогосподарстві у складі 928 родин. Густота населення становила 1976 осіб/км².  Було 1735 помешкань (911/км²).
Расовий склад населення:
| - 80,1 % — білих - 3,1 % — азіатів - 2,8 % — чорних або афроамериканців - 2,1 % — вихідців з тихоокеанських островів - 0,8 % — корінних американців - 6,6 % — осіб інших рас |

До двох чи більше рас належало 4,4 %. Частка іспаномовних становила 13,7 % від усіх жителів.
За віковим діапазоном населення розподілялося таким чином: 22,6 % — особи молодші 18 років, 66,9 % — особи у віці 18—64 років, 10,5 % — особи у віці 65 років та старші. Медіана віку мешканця становила 35,9 року. На 100 осіб жіночої статі у переписній місцевості припадало 98,5 чоловіків;  на 100 жінок у віці від 18 років та старших — 94,0 чоловіків також старших 18 років.
Середній дохід на одне домашнє господарство  становив 69 955 доларів США (медіана — 46 314), а середній дохід на одну сім'ю — 90 283 долари (медіана — 61 250). Медіана доходів становила 45 921 долар для чоловіків та 36 455 доларів для жінок. За межею бідності перебувало 15,5 % осіб, у тому числі 21,0 % дітей у віці до 18 років та 13,3 % осіб у віці 65 років та старших.
Цивільне працевлаштоване населення становило 2101 осіб. Основні галузі зайнятості: науковці, спеціалісти, менеджери — 16,3 %, виробництво — 15,1 %, освіта, охорона здоров'я та соціальна допомога — 15,1 %.